# Acte anormal de gestion
L'acte anormal de gestion est une théorie jurisprudentielle du droit fiscal élaborée par le Conseil d'État, selon laquelle une entreprise ne peut déduire de charges ou s'abstenir de comptabiliser des profits ne correspondant pas à une gestion normale, c'est-à-dire étrangers à ses intérêts économiques. Cette théorie permet à l'administration fiscale de réintégrer au bénéfice imposable des entreprises des charges qu'elles auraient déduites ou des profits auxquels elles auraient renoncé au défi de toute rationalité économique.
Trouvant une assise textuelle dans l'article 38 et, surtout, l'article 39 du Code général des impôts (CGI), la théorie connaît une très grande diversité de domaines d'application, tant législatifs et jurisprudentiels qu'administratifs. Elle est nourrie par une jurisprudence abondante et parfois changeante, fruit de l'ambiguïté de la notion même de "gestion normale" et de la confrontation aux principes de liberté de gestion de l'entreprise et de liberté du commerce et de l'industrie, tous deux principes généraux du droit.

## Un principe unitaire

### Une notion circonscrite
L'acte anormal de gestion a notamment été défini par les membres du Conseil d'État comme tout acte "accompli dans l'intérêt d'un tiers par rapport à l'entreprise ou qui n'apporte à cette entreprise qu'un intérêt minime, hors de proportion avec l'avantage que le tiers peut en retirer."
Le juge administratif fonde la notion d'acte anormal de gestion sur l'article 38 du CGI, qui définit le bénéfice imposable en matière de bénéfices industriels et commerciaux (BIC) et, par extension, en matière d'impôt sur les sociétés (IS), et sur l'article 39 du CGI, qui énumère les charges déductibles dans les mêmes matières.
En effet, l'article 39 du CGI contient plusieurs exemples de charges qu'une entreprise ne peut déduire de son résultat imposable parce qu'elles relèvent d'une gestion étrangère à ses intérêts économiques : une rémunération ne correspondant pas à un travail effectif ou manifestement excessive au regard du service rendu, des dépenses somptuaires ou encore des dépenses engagées par l'entreprise dans le cadre de manifestations à caractère philanthropique, éducatif et sportif, dans la mesure où elles ne sont pas exposées dans l'intérêt direct de l'exploitation.
Produit du dialogue des juges, la notion d'acte anormal de gestion s'inspire également de la notion de droit commercial d'acte non conforme à l'intérêt social.
Aussi le Conseil d'État a-t-il dégagé une notion circonscrite de l'acte anormal de gestion, à la croisée de deux idées directrices : la morale des affaires d'une part et la non-immixtion de l'administration et du juge dans la gestion de l'entreprise de l'autre. L'idée de morale des affaires implique qu'une entreprise ne puisse soustraire à l'intérêt public un profit qu'elle a vocation à réaliser, dans le seul intérêt d'un tiers et en dépit de toute logique économique. Toutefois, cette doctrine ne doit pas conduire l'administration ou le juge à substituer leur appréciation de l'opportunité économique et financière de telle ou telle opération à celle du chef d'entreprise, seul à même d'en fixer le principe et d'en déterminer les modalités.
Par exemple, l'administration ni le juge ne peuvent faire grief à une entreprise composée de plusieurs exploitants agricoles de ne pas avoir augmenté les commissions facturées à ses associés. De même, une entreprise est libre de financer sa succursale en recourant à l'emprunt plutôt qu'à un nouvel apport en fonds propres. 
On peut également noter que le Conseil d'État est revenu sur la théorie dite des risques excessifs. En effet, il avait semblé un moment élargir la notion d'acte anormal de gestion afin d'interdire la déduction de charges correspondant, pour le chef d'entreprise, à une prise de risque excessive, alors même qu'un profit pouvait être escompté de l'opération et, partant, qu'elle revêtait indéniablement une rationalité économique. Il a toutefois mis fin en 2016 à cette jurisprudence critiquée pour l'atteinte perçue comme excessive qu'elle portait à la liberté de gestion du chef d'entreprise.
Ainsi, selon Christian Louit, "la théorie de l'acte anormal de gestion conduit[-elle] à apprécier, à travers les actes, les intentions, la volonté délibérée d'avantager un tiers qui doit être distinguée de la simple erreur de gestion."

### Un champ d'application restreint
L'acte anormal de gestion, fondé sur les articles 38 et 39 du CGI, s'applique en matière de BIC, dès lors que ces articles définissent la matière imposable en matière industrielle et commerciale,. Il s'applique également à la détermination de l'IS, par renvoi de l'article 209, I du CGI et en matière d'impôts fonciers, où il est utilisé pour redresser des contribuables qui tireraient du bien immeuble dont ils sont propriétaires un loyer notoirement inférieur à sa valeur locative.
En revanche, l'application de la théorie de l'acte anormale de gestion en matière de bénéfices non commerciaux (BNC) paraît avoir été exclue par le Conseil d'État. En effet, l'article 93, I du CGI est plus strict que l'article 39, dès lors qu'il autorise la déduction des "seules dépenses nécessitées par l'exercice de la profession", alors qu'en matière de BIC le bénéfice est établi sous déduction de "toutes charges". Le recours à la théorie de l'acte anormal de gestion pourrait donc apparaître superfétatoire.
De même, la jurisprudence du Conseil d'État écarte l'application de la théorie de l'acte anormal de gestion à la taxe sur la valeur ajoutée (TVA). Le commissaire du gouvernement Latournerie a justifié ce principe notamment par le souci d'assurer à la détermination de l'assiette de la TVA objectivité et automaticité.

## Un outil multiforme
La plasticité de la notion d'acte anormal de gestion lui confère une multiplicité de points d'application. 
Elle s'applique tout d'abord aux charges et aux engagements de dépenses étrangers à une gestion normale. Les bénéficiaires peuvent être membres de l'entreprise : frais engagés pour la tenue d'une réception organisée par le chef d'entreprise pour célébrer un événement d'ordre familial ou encore l'engagement de frais de déplacement au profit d'une vendeuse de l'entreprise, pour lesquels l'entreprise n'avait pu prouver qu'ils contribuaient au développement de son exploitation.
Les mécanismes de limitation de la déductibilité des charges financières par les entreprises peuvent également s'analyser comme découlant de la notion d'acte anormal de gestion. En droit commun et pour les exercices ouverts à compter du 1er janvier 2019, les entreprises dont les charges financières sont supérieures à trois millions d'euros ne peuvent déduire celles-ci qu'à hauteur de 30% de leur EBITDA, déterminé conformément aux dispositions de l'article 212 bis du CGI (EBITDA dit fiscal). 
Elle s'applique ensuite à une diversité de situations qui s'analysent en une renonciation à recettes.  
Ainsi, les abandons de créances à caractère purement financier, c'est-à-dire qui ne revêtent aucun intérêt commercial pour l'entreprise qui les consent, ne sont pas déductibles de son résultat imposable (article 39, 13 du CGI). La déductibilité de telles aides est toutefois permise lorsque l'entreprise bénéficiaire de l'abandon de créance, c'est-à-dire l'entreprise débitrice, est en difficulté financière et à hauteur de la situation nette négative de cette dernière. Pour la fraction de l'abandon de créance excédant cette situation nette négative, seul pourra être déduit un montant proportionnel aux participations détenues dans l'entreprise débitrice par d'autres personnes que l'entreprise qui consent l'aide.